# Enric Ferran
Enric Ferran   (Entre Ríos, 1911 - Barcelona, 1986), també anomenat Dibán, fou un metge, il·lustrador científic i animador de Dibujos Animados Chamartín i de l'Editorial Científica Cinematográfica.

## Biografia
Metge de professió, tot i que no va exercir com a tal, Enric Ferran va fer-se famós amb el pseudònim de Dibán (acrònim de Dibuixos Animats). Va néixer a l'Argentina perquè el seu pare s'hi traslladà per exercir de metge, però posteriorment va retornar a Catalunya. Va fer les primeres temptatives en el món de l'animació abans de la Guerra Civil amb el llavors editor Alejandro Fernàndez de la Reguera, que fundaria Dibsono Films. Un cop passada la deflagració i superats els seus estudis de medicina, Enric Ferran es va unir a l'equip de Dibsono Films per dirigir l'any 1940 el seu primer curtmetratge i el de la productora: S.O.S Doctor Marabú. L'any 1941 participà en els curts de Dibsono Films que dirigí Francesc Tur: El aprendiz de Brujo, El viejo Don Sueño i Rapto de luz. Completaven l'equip d'animadors Frederic Sevillano i Guillem Fresquet. Tots ells van passar a formar part de la plantilla de Dibujos Animados Chamartín a finals del 1941, quan Dibsono Films i Hispano Gráfic Films, l'estudi fundat per Jaume Baguñà, es van fusionar.
A partir de llavors, Enric Ferran participà en nombroses produccions dels estudis ubicats al passeig de Gràcia, i sobretot en la direcció de la revista humorística animada Garabatos, que era un compendi de gags en la qual col·laborava la plana major dels animadors de l'estudi. Enric Ferran també s'encarregà del departament de fons del llargmetratge Érase una vez… (1950), engegat per Jaume Baguñà però finalitzat per Estela Films. Ferran executava les idees d'Alexandre Cirici-Pellicer, realitzador del film, i comptava amb un equip per dur-les a terme amb destacats dibuixants i animadors com ara Melcior Niubó, Enric Sanchís, Ramon de Batlle o Enric Pinet. Enric Ferran va construir un total de quatre grans escenografies als estudis Orphea Films de Montjuïc. També treballà per a la Generalitat amb el conseller Antoni Xirau i Palau. Els dibuixos animats concluiren la seva edat d'or l'any 1950, però Jaume Baguñà continuà en el negoci amb l'Editorial Científica Cinematográfica contractant Enric Ferran com a director dels curtmetratges educatius que es van fer per al Ministeri d'Educació. Amb aquest nou segell es van fer curts educatius com ara Fisiología de la audición (1947), Una excursión al laberinto (1951) o Geometría elemental (1955). El darrer d'aquests curts va ser Los ríos (1961). Els retards en el pagament del Ministeri d'Educació van acabar amb aquest negoci a principis dels anys seixanta i Enric Ferran continuà exercint de metge, però sempre enyorant la vessant divulgativa que havia explorat amb l'ajuda del llenguatge de l'animació.

## Filmografia
- SOS Doctor Marabú, 1940.
- Garabatos n.1 Tururut, 1942-1943.
- Garabatos Oliver y Hardy, 1943.
- La circulación de la sangre, 1945.
- Fisiología de la audición, 1947.
- Érase una vez..., 1950.
- Una excursión al laberinto, 1951.
- Fisiología de la digestión, 1958.
- Los Ríos, 1961.